# Envold de Falsen

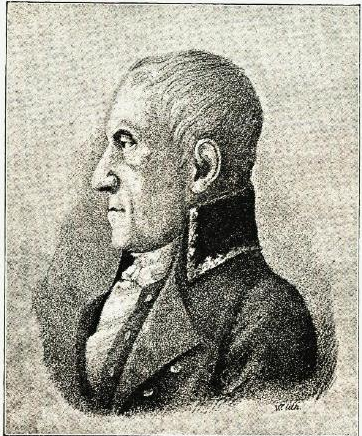
Enevold de Falsen

Envold de Falsen, auch Enevold de Falsen (* 17. Oktober 1755 in Kopenhagen; † 16. November 1808 in Christiania) war ein norwegischer Jurist, Beamter und Autor.

## Leben
Seine Eltern waren der Protokollsekretär und später Oberhofgerichtsjustitiar Christian Magnus de Falsen (1719–99) und dessen Frau Else Thestrup (1729–99). Am 22. November 1781 heiratete er Anna Henrike Petronelle Mathiesen (16. November 1762–18. März 1825), Tochter des Lagmanns und Kanzleirats Jørgen Mathiesen (1725–1764) und Karen Haagensdatter Nielsen (1735–1766).
Bei seinen Zeitgenossen war er als großer Regisseur, Dichter und Schauspieler bekannt. Für die Nachwelt war er aber ein Patriot und Staatsmann, ein Wegbereiter der Freiheitsbewegung 1814.

### Jugend
Bereits mit 10 Jahren bestand er die Zugangsprüfung zur Universität. Er studierte in Kopenhagen Rechtswissenschaft und bestand mit 16 Jahren die juristische Staatsprüfung. 1772 wurde er Kopist in der dänischen Staatskanzlei. In dieser Zeit entwickelte sich sein Interesse am Theater. Sein erstes Schauspiel Salvini og Adelson wurde allerdings vom Königlichen Theater nicht angenommen. Er wurde auch Freimaurer.

### Das Richteramt
Ein bekannt gewordenes Liebesverhältnis zu einer jungen Witwe führte dazu, dass sein Vater, Präsident des Oberhofgerichtes, ihn 1777 nach Christiania holte und ihm an seinem Gericht eine Stellung als Assessor verschaffte.
In Christiania kam De Falsen in das Theaterleben. Zusammen mit anderen begründete er dort eine feste Dramatische Gesellschaft. Für die Eröffnungsvorstellung schrieb er den Prolog und beteiligte sich als Schauspieler. 1781 heiratete er eine der mitwirkenden Damen und kam so in Verbindung mit Christianias Bürgerschicht. Für die Theatergesellschaft verfasste er eine Reihe Übersetzungen und schrieb auch eine eigene Farce De snorrige Fættere, die dort aufgeführt wurde.
Auch in seinem Richteramt hatte er Erfolg, und 1876 wurde er Mitglied der Kommission, die den Lofthuus-Aufstand untersuchen sollte. Die Klagen der Bauern über die Behördenwillkür und die Handels-Privilegien der Städter stießen bei ihm auf Verständnis. Er selbst war Anhänger der Handelsfreiheit. Er stellte bald fest, dass die Klagen über die Behörden berechtigt waren. Mit seinem Engagement und seiner Gewandtheit im schriftlichen Ausdruck nahm er rasch entscheidenden Einfluss auf den Kommissions-Bericht, der zur Absetzung einiger Beamter führte. Längerfristig kam es zu einer neuen Gebührenregelung und zur Freigabe des Kornhandels in Norwegen.

### Der Skandal
Als sein Vater 1788 seinen Abschied nahm, wurde er mit 33 Jahren dessen Nachfolger am Oberhofgericht. Aber erneut kam es zu einer Liebesaffaire, diesmal mit der Frau des Generaladvokats und Stieftochter eines Richterkollegen. Dieser Skandal zwang De Falsen, sich als einfacher Richter über Nordland und Finnmark nach Steines versetzen zu lassen. Die soziale Isolation erzeugte in ihm eine schwere Depression, die er zeitlebens nicht überwinden konnte.

### Der Wechsel nach Kopenhagen
Auf Grund seiner Depression zog er 1791 nach Kopenhagen, wo er Beisitzer im Obersten Gericht wurde. Hier fand er große Anerkennung, und er widmete sich wieder dem Theater. Viele seiner Übersetzungen und eigenen Stücke wurden aufgeführt, wobei das Singspiel Dragedukken sein größter Erfolg wurde.
In dieser Zeit änderte sich auch seine Lebensanschauung. Er verfasste die Schrift Om urbanitet (Über die Urbanität), in der er die Pflicht über die Leidenschaft stellte. Er kam wieder mit dem Theaterleben in Verbindung und wurde mit Peter Andreas Heiberg bekannt. Der Terror der Französischen Revolution veranlassten ihn, die bürgerliche Freiheit höher einzuschätzen als die politische Freiheit. Damit unterstützte er die dänisch-norwegische Union. Gegen den Vorwurf, die Sache der Freiheit zu verraten, den später auch sein Sohn erhob, verteidigte er sich in seiner Schrift Hvad er Frihed og hvor skulle vi søge den, (Was ist Freiheit und wie sollen wir sie suchen?)
Aber er blieb trotzdem norwegischer Patriot und setzte sich 1793 mit der Schrift „Et Par Ord om det norske Akademi“ ganz entschieden für die Gründung einer eigenen norwegischen Universität ein.

### Rückkehr nach Norwegen
Am 12. November 1802 wurde er Präsident des Stifts-Obergerichts in Akershus. Hier fand er große Anerkennung, und er widmete sich wieder dem Theater. Viele seiner Übersetzungen und eigenen Stücke wurden aufgeführt, wobei das Singspiel Dragedukken sein größter Erfolg wurde. (Stiftsoverret) in Akershus. Ein Jahr später erhielt er den Titel „Etatsrat“. Wieder tauchte er in das Theaterleben Christianias ein, und die im Nordland entstandenen Depressionen wichen für eine Weile. 1799 war in Christiania eine neue Theatergesellschaft gegründet worden, die ein eigenes Theater hatte.
Der dänisch-englische Krieg führte durch die englische Blockade zu Kommunikationsschwierigkeiten zwischen Norwegen und Kopenhagen, so dass in Christiania 1807 eine eigene Verwaltung aufgebaut werden musste. De Falsen wurde am 24. August 1807 Mitglied dieser Regierungskommission und wurde bald ein leitendes Mitglied. Er verfasste alle Berichte an die dänische Regierung. 1808 kam der Krieg mit Schweden dazu. Um Gerüchten vorzubeugen, gab die Kommission ein eigenes Mitteilungsblatt heraus, Budstikken (Botenstab) mit De Falsen als Redakteur. Darin wurden offizielle Meldungen über den Fortgang des Krieges mit seinen Kommentaren über die Tapferkeit der norwegischen Soldaten und zur norwegischen Zukunft veröffentlicht.

### Das Ende
Aber hinter dieser Maske der Begeisterung für die Sache Norwegens wurde De Falsen zunehmend durch die Zurückweisung der Vorschläge der Kommission durch den König, durch die verzweifelte Versorgungssituation des Landes und die leere Staatskasse frustriert. Das Gefühl der Gefahr und der unüberwindlichen Schwierigkeiten an allen Ecken und Enden zusammen mit der überwältigenden Arbeitsbelastung wurden ihm zu viel. In einer verregneten Novembernacht 1808 verschwand er nach einem Theaterbesuch, und seine Leiche wurde am nächsten Morgen am Strand von Bjørvika gefunden.
Er wurde unter großer Anteilnahme der Bevölkerung auf dem Gamle Aker kirkegård begraben.

## Werke
- Salvini og Adelson In: Nye og originale Skuespil. Band 1. Kopenhagen 1776
- De snorrige Fættere. 1778. In: Nye og originale Skuespil. Band 3. Kopenhagen 1781
- Et Par Ord om det Norske Akademie. Kopenhagen 1793
- Festen i Valhal. En Prolog til Kongens Fødselsdag den 29. Jan. 1796 (Das Fest in Walhall. Ein Prolog zu Geburtstag des Königs am 29. Januar 1796). Sonderdruck in Minerva 1796
- Dragedukken. Et Syngespil i fire Akter (Die Koboldin. Ein Singspiel in vier Akten). Kopenhagen 1797
- Om Urbanitet (Über die Urbanität). Kopenhagen 1801, zuerst gedruckt in: Skandinavisk Museum 1, Heft 2, 1800, S. 94–151
- Hvad er Frihed og hvor skulle vi søge den. In: Skandinavisk Museum 2, Heft 2, 1802, S. 1–48
- Redaktion von Budstikken Nr. 1–55, 1808
- Envold Falsen: Skrifter (Schriften), gesammelt und herausgegeben von L. S. Platou, 2 Bände, 1821 (supplement von O. A. Øverland in Bogvennen 4, 1896, S. 1–29)